# Katra (Gonda)
Katra è una suddivisione dell'India, classificata come nagar panchayat, di 6.430 abitanti, situata nel distretto di Gonda, nello stato federato dell'Uttar Pradesh. 